# أوليانا التفيرية
أوليانا ألكسندروفنا التفيرية (مواليد نحو عام 1325 - توفيت في 17 مارس عام 1391) هي ابنة الأمير ألكسندر التفيري وأنستازيا الغاليسية (ابنة الملك يوري الأول الغاليسي). وكانت الزوجة الثانية لدوق ليتوانيا الأكبر ألغريداس.

## الحياة
وضعت أوليانا في رعاية سيميون الموسكوفي بعد مقتل والدها وشقيقها على يد أوزبك خان في عام 1339، تزوج سيميون لاحقاً من شقيقتها ماريا في عام 1347.
وفي 1349 أرسل دوق ليتوانيا الأكبر ألغريداس بعثة إلى القبيلة الذهبية، حيث اقترح ألغريداس على خان جاني بيك حول إقامة تحالف ضد الأمير سيميون الموسكوفي. قوبل هذا الاقتراح بالرفض وزج المبعوثون ومن بينهم كاريوتاس -وهو شقيقه- في السجن، وارتهن إطلاق سراحهم بدفع فدية، عقد ألغريداس صلحًا مع سيميون وتزوج من نسيبته أوليانا في عام 1350، أخذ سيميون برأي المطران ثيوغنوستوس حيال سماحية زواج امرأة مسيحية من حاكم وثني، تزوج ليبارتاس وهو شقيق ألغريداس من أولغا ابنة قسطنطين فاسيليفيتش الرستوفي وابنة أخ سيميون في نفس العام.
أنجبت أوليانا ثمانية أبناء وثماني بنات بحسب ما جاء في الأبحاث التي أجراها المؤرخ البولندي يان تغوفسكي (غير أن مصادر أخرى تقدم بيانات مختلفة عن هذا الرقم). يبدو أن الأطفال نشأوا على العقيدة الوثنية، وذلك على عكس أطفال ألغريداس من زوجته الأولى ماريا الفيتيبسكية، ورث يوغيلا وهو ابنه سدة العرش (بدلًا من الابن البكر بولوتسك) معتليًا عرش دوقية ليتوانيا الكبرى في عام 1377. كان لأوليانا حضور على الساحة السياسية الوطنية بصفتها أرملة الدوق الأكبر، وشاركت في الحرب الأهلية الليتوانية (1381 - 1384)، وذلك بالإضافة إلى محاولتها تزويج يوغيلا من صوفيا ابنة دميتري دونسكوي وتحويل الأخير إلى الأرثوذكسية الشرقية، بيد أن مخططاتها هذه باءت بالفشل حين أعلن يوغيلا اعتناقه الرومانية الكاثوليكية وزواجه من يادويغا ملكة بولندا وتتويجه ملكًا على بولندا (بناءً على تمتعه بحق زوجته الملكي) في عام 1386.

## الوفاة والدفن
هناك تضارب في الادعاءات التي تناولت سنوات أوليانا الأخيرة والمكان الذي دفن فيه جثمانها، ذكرت إحدى الروايات أن أوليانا التحقت بسلك الرهبنة في دير الروح القدس في فيتيبسك متخذةً من مارينا اسمًا لها ليدفن جثمانها هناك. تزعم رواية أخرى أن جثمانها دفن في كاتدرائية ثيوتوكوس في فيلنيوس، وذلك استنادًا على ما ورد في أحد الألواح الفضية التي اكتشفت خلال أعمال البناء في عام 1810. جاءت سجلات نيكون على ذكر أنها كانت راهبة في دير كييف بيشيرسك لافرا وأنها دفنت فيه. وقع آخر اكتشاف خلال أعمال ترميم كنيسة التجلي في مدينة بولوتسك في شهر مارس من عام 2012. إذ عثر على نقوش توثق وفاة أوليانا في عيد القديس ألكسيوس الذي يصادف يوم 17 مارس بحسب التقويم الأرثوذكسي. أعلنت الكنيسة الأسقفية الأرثوذكسية الأوكرانية قداسة أوليانا التفيرية بتاريخ 5 ديسمبر عام 2018.